# Співаночки про любов (альбом)
Співаночки про любов — четвертий студійний альбом українського гурту Rock-H, випущений 2016 року лейблом «Lavina Music».

## Композиції
Автор музики і слів — Віктор Янцо. 
| #     | Назва                       | Тривалість |
| ----- | --------------------------- | ---------- |
| 1.    | «Конопельки»                | 3:51       |
| 2.    | «Мигалю»                    | 3:38       |
| 3.    | «Колискова»                 | 3:49       |
| 4.    | «Три доньки»                | 4:00       |
| 5.    | «Бескидом ішла»             | 3:24       |
| 6.    | «Горі гай»                  | 3:53       |
| 7.    | «Млада невіста»             | 2:50       |
| 8.    | «Галю»                      | 4:11       |
| 9.    | «Яворе feat. Віктор Винник» | 4:32       |
| 10.   | «Юрику»                     | 3:58       |
| 11.   | «Володю»                    | 4:19       |
| 12.   | «Доки сьме в Рокаши»        | 4:19       |
| 42:45 |                             |            |

## Музиканти

### «Rock-H»
- Віктор Янцо — автор пісень, вокал, клавішні;
- Мар'ян Криськув — гітара, продюсування, запис, зведення, мастеринг;
- Андрій Криськув — гітара;
- Родіон Sun Lion — бас-гітара;
- Володимир Ульянов — ударні;
- Остап Панчишин — аранжування, продюсування;
- Дизайнер — Олег Олашин;
- Менеджер гурту — Ірина Янцо;

### Запрошені музиканти
- Олеся Киричук — бек-вокал;
- Вітор Винник — вокал (трек 9);
- Віталій Кухарський — ударні;
- Роман Беднарський — ударні.